# Bílkoviny ve sportovní výživě
Bílkoviny (proteiny) jsou makromolekulární látky složené z mnoha aminokyselin spojených peptidickou vazbou. Ze všech organických látek přítomných v tělesných tkáních jsou bílkoviny zastoupeny v největším množství, a to až z 80 %. Funkce bílkovin je hlavně stavební, vytváří mnoho tělesných struktur, jako jsou svaly, šlachy, vazy, srdeční svalstvo atd. Mezi další biologické funkce bílkovin patří funkce katalytické, regulační, obranné, transportní a zásobní. 

## Charakteristika bílkovin
Všechny proteiny (bílkoviny) se skládají z aminokyselin. Jedná se o molekuly neboli stavební kameny složené z uhlíku, vodíku, kyslíku, dusíku a někdy i síry. V přírodě existuje 20 základních aminokyselin, které se rozličným způsobem kombinují a vytvářejí tak různé druhy bílkovin (proteinů) potřebných pro lidské tělo.  K základním aminokyselinám patří  glycin, alanin, valin, leucin, isoleucin, kyselina asparágová, asparagin, kyselina glutamová, glutamin, arginin, lysin, histidin, fenylalanin, serin, threonin, tyrozin, tryptofan, methionin, cystein a prolin, přičemž esenciální jsou valin, leucin, izoleucin, známé jako BCAA (z anglického Branched Chain Amino Acids) a dále pak methionin, fenylalanin, threonin, tryptofan, histidin a lysin.  BCAA jsou větvené aminokyseliny , které se zcela odlišují od ostatních aminokyselin svým metabolismem a zpracováním v organismu. Zatímco jiné aminokyseliny jsou metabolizované v játrech, větvené aminokyseliny játra míjejí a jdou přímo k periferiím (tj. ke svalům lokalizovaným mimo tělesné jádro). Větvené aminokyseliny mohou být využity jako zdroj energie na opravu, "údržbu" či výstavbu svalové tkáně.  Aminokyseliny vytvářejí různě dlouhé řetězce, tzv. peptidy. Oligopeptidy obsahují do deseti aminokyselin, polypeptidy obsahují více než deset aminokyselin a jako proteiny se označují takové řetězce, které obsahují více než 100 aminokyselin.
Potraviny, které obsahují všechny esenciální aminokyseliny, jsou tzv. plnohodnotné proteiny (high-quality protein). Jsou to především potraviny živočišného původu jako vejce, maso, mléko a výrobky z nich. Jako neplnohodnotné proteiny (low-quality protein) se označují ty potraviny, kterým chybí některá z esenciálních aminokyselin. Mezi ně se řadí luštěniny, obiloviny, různé cereální výrobky a ořechy. Bílkoviny pocházející z potravin živočišného původu jsou hodnotnější a lépe využitelné než bílkoviny z rostlinných zdrojů. Rostlinné potraviny taktéž obsahují aminokyseliny, ale jediný plnohodnotný protein je sójový; ostatní mají nedostatkovou jednu nebo více aminokyselin (tj. jsou neplnohodnotné proteiny).

## Metabolismus bílkovin
V lidském těle není žádná extrémně velká zásoba bílkovin. Sedmdesátikilový sportovec má obvykle tělesný obsah aminokyselin okolo 12 kg, přičemž jejich naprostá většina je ve formě bílkovin (dlouhých řetězců aminokyselin) a jen malé množství (okolo 200 g) je ve volné formě.  Tedy všechny bílkoviny, které člověk přijímá, musí být ihned zpracovány. Bílkoviny přijaté z potravy jsou přestavěny na bílkoviny tělu vlastní. Cenné jsou především aminokyseliny esenciální, které tělo potřebuje a neumí si je vyrobit. Aminokyseliny, které vznikají trávením přijatých bílkovin, jsou absorbovány a dočasně uskladněny v poolu (rezervoáru). Buď jsou v omezeném čase využity k vybudování tělesného proteinu, anebo jsou transformovány. Není-li potřeba, aby se aminokyseliny v poolu změnily v bílkoviny, je tělo vybaveno na jejich rekonfiguraci zpět na glukózu a ta se potom uplatní jako zdroj energie anebo se přemění na tuk. Transformace aminokyselin je důležitá hlavně u pohybově aktivních osob, které omezují příjem energie, protože bílkoviny jsou používány jako zdroj energie v případě, že v těle není dostatek glykogenu.
Bílkoviny mají relativně krátkou životnost, i když celkový obsah v těle je víceméně stabilní. Většina stavebních bílkovin a enzymů je ve velké míře syntetizována a odbourávána a tento obrat bílkovin spotřebuje až 20 % energie bazálního metabolismu. Tento proces je důležitý zejména při "opravě" poškozených tkání a při hojení ran, ale probíhá i ve zdravé tkáni. Poločas některých bílkovin je extrémně krátký – u některých jaterních enzymů trvá méně než jednu hodinu.  Některé bílkoviny jsou mnohem stabilnější s poločasem v řádu dní a týdnů spíše než hodin.

### Metabolismus bílkovin během zatížení
Svaly jsou tvořeny hlavně bílkovinami (kromě vody, která představuje asi 75 % celkové hmotnosti svalu). Funkční vlastnosti svalu závisejí právě na bílkovinném složení a je pochopitelné, že pravidelné cvičení musí mít vliv na metabolismus bílkovin v organismu. Změny, které pravidelné cvičení způsobuje, jsou selektivní a specificky odpovídají typu tréninku. Je to zejména v případech intenzivního dlouhodobého vytrvalostního zatížení, nebo při intenzivním silovém tréninku. Cvičení má rovněž řadu okamžitých účinků na metabolismus proteinů a reakce na náhlou velkou zátěž představuje pro sval situaci v mnoha ohledech podobnou infekci nebo zranění.
Vytrvalostní trénink má malý účinek na nárůst svalové hmoty, vede ke zmenšení svalových vláken a ke strukturální změně buněčných membrán a mitochondrií. Také se zvyšuje obsah mitochondriálních proteinů, zvláště těch, které jsou zapojeny do oxidativního metabolismu. Silový trénink vede ke zvětšení objemu svalové hmoty. Ve svalu jsou dva hlavní druhy proteinu, aktin a myosin. Posilováním se zvyšuje množství aktinu a myosinu ve svalu, tím se zvětšuje  obsah průřezu svalu, svalová kontrakce je silnější a dochází k navýšení svalové síly.

## Doporučený příjem bílkovin pro aktivní jedince
Bílkoviny by měly tvořit cca 12–15 % z celkového energetického příjmu. Spotřeba bílkovin je dodnes velmi diskutovaným tématem. Dnes se všeobecně uznává, že denní příjem okolo 0,8 g na 1 kg tělesné hmotnosti splňuje potřeby většiny dospělé populace, pokud jídelníček tvoří různorodé zdroje bílkovin a pokud přísun energie odpovídá jejímu výdeji. Cvičení zvyšuje spotřebu bílkovin a doporučený denní příjem se liší podle typu prováděného sportu. Mnoho sportovců, zabývajících se hlavně silovými disciplínami, je ale stále přesvědčeno, že optimálního nárůstu svalové hmoty mohou dosáhnout jen při vysokém příjmu bílkovin. Před soutěží uvádějí kulturisti hodnoty až 4g na 1 kg hmotnosti denně, což představuje 30–60 % celkového energetického příjmu. Sportovci z kolektivních a vytrvalostních sportů uvádějí spotřebu bílkovin kolem 1,2–2 g/kg/den u mužů a 1,1 a 1,7 g/kg/den u žen. Podstatné je také načasování příjmu bílkovin. V době odpočinku je prioritou doplnění svalového glykogenu, ale syntéza nových bílkovin je neméně důležitá. Regenerace zahrnuje jednak obnovu vyčerpané energie, tak také redukci svalových ztrát a poškozených svalů a v závislosti na intenzitě a délce pohybové aktivity i určitou obranu před snížením funkce imunitního systému. Pro zlepšení procesu regenerace by měli sportovci zvýšit příjem bílkovin před tréninkem a po něm. Při konzumaci jídla s malým obsahem proteinů před tréninkem dochází k většímu nárůstu svalové hmoty i zvýšení svalové síly. Po tréninku se proces obnovy glykogenových zásob nastartuje, pokud sportovci přijmou jídlo obsahující 0,5 g proteinu na kg tělesné hmotnosti spolu se sacharidy s vysokým glykemickým indexem jako je dextróza, maltodextrin, sacharóza nebo med, a to do 30 minut po zátěži.
Doporučený denní příjem bílkovin u různých typů populace:
| Populace                                   | Doporučený příjem bílkovin (g/kg/den) |
| ------------------------------------------ | ------------------------------------- |
| Osoby se sedavým způsobem života           |                                       |
| Děti                                       | 1,0                                   |
| Dospívající                                | 1,0–1,5                               |
| Dospělí                                    | 0,8–1,0                               |
| Těhotné ženy                               | + 6–10 g/den                          |
| Kojící matky                               | + 12–16 g/den                         |
| Sportovci                                  |                                       |
| Rekreační sportovci (30 min 4–5krát týdně) | 0,8–1,0                               |
| Vytrvalostní sportovci                     | 1,2–1,6                               |
| – střední intenzita                        | 1,2                                   |
| – velký objem tréninku                     | 1,6                                   |
| Sportovci ze silových disciplín            | 1,2–1,7                               |
| – nováčci                                  | 1,5–1,7                               |
| – při ustáleném stavu                      | 1,0–1,2                               |
| Dospívající sportovci při růstovém sportu  | 1,5                                   |